# Chiesa dei Santi Giorgio e Andrea
La chiesa parrocchiale dei Santi Giorgio e Andrea è un edificio religioso che si trova a Carona, quartiere di Lugano.

## Storia
Citata in documenti storici risalenti al 1425 e parrocchiale dal 1427, venne successivamente più volte rimaneggiata, soprattutto nel XVI secolo quando venne ricostruita e ingrandita.

## Descrizione
La chiesa ha una pianta a tre navate sormontate da una volta a crociera, con coro quadrato e presbiterio sormontato da una cupola. Nel coro spicca un ciclo di affreschi realizzati da Domenico Pezzi negli anni 1584-1585. Due trittici, risalenti uno al Trecento e l'altro al Rinascimento, si trovano - rispettivamente - nella navata meridionale (il più antico) e in quella settentrionale (il più recente). Di epoca rinascimentale sono anche la scultura della Madonna col Bambino conservata nella navata settentrionale e il Crocifisso collocato in quella meridionale, nella quale trova posto anche un'opera scultorea della metà del Seicento raffigurante San Giovanni.
Il campanile è realizzato con blocchi lavorati di porfido rosa alpino, la pietra rosso-rosata tipica della regione del lago Ceresio.